# El Encanto (La Habana)
El Encanto o Almacenes del Encanto, fue una cadena de grandes y medianos almacenes por departamentos que se expandieron por toda Cuba. Desde su emplazamiento original en La Habana, fueron considerados un modelo a seguir por la industria debido a su capacidad de innovación, prácticas comerciales y modelo de negocio siendo sus prácticas imitadas y desarrolladas al pasar de los años.

## Historia
En 1888 dos hermanos asturianos emigrados a Cuba, José (Don Pepe) y Bernardo Solís, establecieron una tienda de telas, denominadas en aquella época «sederías», en la esquina de la calle Galiano entre San Rafael y San Miguel en La Habana. El éxito que obtienen y las nuevas prácticas de comercio que aportaron fueron más allá de la ampliación a los aledaños.
Su crecimiento fue imparable y además del negocio textil, comenzaron a crear departamentos dedicados a las distintas secciones de la tienda configurándose desde principios del siglo XX como una tienda por departamentos e introduciendo prácticas comerciales novedosas en la época, como el control y la inteligencia de negocio, el escaparatismo o «vidrieras», escaleras mecánicas, concentración vertical en ciertos productos, etc.

### Surgimiento de El Encanto
En el primer tercio del siglo XX El Encanto se configura como un almacén muy novedoso y de gran éxito empujado por la innovación de sus propietarios y gerentes entre los que cabe destacar al también asturiano César Rodríguez González (Don Cesáreo), que tras regresar a España en 1934 fue primer presidente de El Corte Inglés y socio fundador de Sederías Carretas, y que había empleado en el negocio a su primo Pepín Fernández, luego fundador de Galerías Preciados en España, y a su sobrino Ramón Areces, primer director general y posterior presidente de El Corte Inglés.
Tras la conflagración mundial, El Encanto no sólo continua su ampliación y proceso de constante innovación sino que se convierte en la tienda de lujo por excelencia. Su consolidación como modelo de Gran Almacén, con un edificio de seis plantas y 65 departamentos, su expansión por el territorio cubano con sucursales en las principales ciudades y su fama se acrecientan en los años 1950 al conseguir en 1952 la exclusiva de la marca Dior en Norteamérica, convirtiéndoles en uno de los establecimientos favoritos de las estrellas de Hollywood y teniendo entre sus clientes a John Wayne, César Romero, María Félix o Tyrone Power, protagonista este último de un anuncio del almacén.

## Al triunfo de la Revolución
Tras el triunfo de la Revolución cubana, en 1959, y con el proceso de nacionalización, es intervenida en 14 de octubre de 1960.

### El incendio
El 13 de abril de 1961 un misterioso incendio, provocado por varias bombas incendiarias, derriba el edificio, produciendo la muerte de Fe del Valle, miliciana que se encontraba de guardia en el centro. Se detuvieron como autores a algunos activistas contrarrevolucionarios que habían mostrado, tras el triunfo de la Revolución cubana, críticas al rumbo que había tomado. Tras el incendio la manzana que ocupó el edificio se convirtió en un parque con un monumento dedicado a la miliciana fallecida.

## Fuente
Este artículo incluye material de EcuRed, que permite su libre uso bajo licencia Creative Commons Attribution-NonCommercial-ShareAlike 3.0 (CC BY-NC-SA 3.0).